# 厳島内侍
厳島内侍（いつくしまのないじ）は、平安時代末期の厳島神社の巫女（内侍）。平清盛の妾で、御子姫君の母。
清盛の寵を受けて懐妊するが、清盛は懐妊中の厳島内侍を家人の平盛俊に妻として下げ渡した。長寛2年（1164年）に生まれた御子姫君は清盛が自分の娘として引き取り、のちに後白河法皇の後宮に入れている。
『源平盛衰記』によれば、夫盛俊が一ノ谷の戦いで討ち死にした後、厳島内侍は鎌倉方の土肥実平の妾になったと伝えられる。
『平家納経』は彼女の発願とする説もある（小林太市郎の説）。